# Éliane Assassi
Pour les articles homonymes, voir Assassi.
Éliane Assassi, née le 2 octobre 1958 à Paris, est une femme politique française. Membre du Parti communiste français, elle est sénatrice de la Seine-Saint-Denis de 2004 à 2023 et présidente du groupe communiste au Sénat de 2012 à 2023.

## Biographie

### Jeunesse et carrière professionnelle
Éliane Assassi naît dans une famille franco-algérienne. Elle vit à Gagny en Seine-Saint-Denis durant son enfance. Son père, ouvrier, meurt d’un cancer vraisemblablement lié à une exposition répétée à l’amiante dans le cadre de son travail, alors qu'elle est âgée de 6 ans. Son petit frère meurt dans un accident quatre ans plus tard.
Elle travaille très jeune avec sa mère en faisant des ménages et envisage un temps de devenir commissaire de police. Elle a travaillé dans une usine de rechapage de pneus. Elle rejoint le PCF à 14 ans.
Elle est directrice de communication de profession.

### Parcours politique
Elle commence à exercer des mandats publics en 1983 en étant élue conseillère municipale de Drancy. De 1995 à 2001, elle est adjointe au maire PCF Gilbert Conte, puis elle est réélue au conseil municipal de 2001 à 2014.
Elle est élue sénatrice dans la Seine-Saint-Denis le 26 septembre 2004 et siège au sein du groupe communiste, républicain, citoyen et des sénateurs du Parti de gauche (CRC-SPG).
Candidate aux élections cantonales de 2008 dans le canton du Bourget, elle réunit 18,92 % des voix face au candidat du Nouveau Centre, Vincent Capo-Canellas, réélu au premier tour. Elle est également la tête de liste de l'union de la gauche lors des élections municipales de la même année à Drancy, qui voient la réélection du maire centriste sortant, Jean-Christophe Lagarde.
Le 19 septembre 2012, elle est élue présidente du groupe communiste, républicain et citoyen au Sénat.
Elle parraine la candidature de Jean-Luc Mélenchon pour l'élection présidentielle de 2017.
Pour les élections sénatoriales de 2017, elle conduit la liste « La Seine-Saint-Denis en commun – Résister, proposer, agir ». Elle est réélue sénatrice le 24 septembre. Dans la foulée, elle est réélue présidente du groupe communiste au Sénat. Le 2 octobre 2017, candidate à la présidence du Sénat, elle est battue avec 15 voix face à Didier Guillaume (PS) et Gérard Larcher (LR).
Reconduite à la tête du groupe communiste au Sénat à la suite du renouvellement de 2020, elle se porte à nouveau candidate au « plateau » et obtient 15 voix, face notamment au président sortant Gérard Larcher, lequel est réélu.
Nommée rapporteure de la « commission d'enquête sur l’influence croissante des cabinets de conseil privés sur les politiques publiques » en janvier 2022, elle est à l'origine de « l'affaire McKinsey » qui met en lumière le recours par le gouvernement français à des prestations de cabinets de conseil « en lieu et place de l'administration », un « phénomène tentaculaire » touchant « des pans entiers des politiques publiques »,,. L’enquête permet d’établir que près de 2,5 milliards d’euros d’argent public ont été dépensés par l’État en 2021 auprès des cabinets de conseil. Avec Arnaud Bazin, elle dépose une « proposition de loi relative à l’intervention des cabinets de conseil privés dans les politiques publiques ».
En janvier 2023, elle reçoit, avec Arnaud Bazin, président de la commission d’enquête, le prix éthique de l’association Anticor pour ce travail sur l’influence des cabinets de conseil sur les politiques publiques. En février 2023, elle est nommée « sénatrice de l'année » (2022) par le jury du Prix du Trombinoscope.
Éliane Assassi ayant décidé de ne pas se représenter aux élections sénatoriales de 2023, le président du Sénat Gérard Larcher lui rend hommage à l’occasion de sa dernière séance de questions au gouvernement le 12 juillet 2023,.
Le 2 octobre 2023, elle cosigne dans L'Humanité une tribune pour défendre la liberté d'informer, ce qui lui vaut d'être inscrite le lendemain sur « la liste des candidats à la balle dans la nuque » du site d'extrême droite Reseau-libre.org.

## Détail des mandats et fonctions

### Mandats électifs
- Sénatrice, élue dans le département de la Seine-Saint-Denis (2004-2023).
- Conseillère municipale de Drancy (1983-1995 et 2001-2014).
- Adjointe au maire de Drancy (1995-2001).

### Autres responsabilités
- Présidente du groupe communiste, républicain, citoyen et écologiste au Sénat (2017-2023).
- Présidente du groupe communiste, républicain et citoyen au Sénat (2012-2017).
- Membre de la commission du Développement durable, des Infrastructures, de l'Équipement et de l'Aménagement du territoire du Sénat (depuis 2017).
- Vice-présidente de la commission des Lois constitutionnelles, de législation, du suffrage universel, du Règlement et d'administration générale du Sénat (2014-2017).
- Vice-présidente de la délégation sénatoriale aux outre-mer.
- Membre du comité de déontologie parlementaire du Sénat.
- Porte-parole de l'association des élus du PCF-93.

## Synthèse des résultats électoraux

### Présidence du Sénat
| Année | Groupe | Groupe | 1er tour | 1er tour | 1er tour | 2d tour | 2d tour | 2d tour | Issue  |
| Année | Groupe | Groupe | Voix     | %        | Rang     | Voix    | %       | Rang    | Issue  |
| ----- | ------ | ------ | -------- | -------- | -------- | ------- | ------- | ------- | ------ |
| 2014  |        | CRC    | 18       | 5,23     | 4e       | 18      | 5,34    | 4e      | Battue |
| 2017  | 15     | CRC    | 4,73     | 3e       |          |         |         | Battue  |        |
| 2020  | CRCE   | 15     | 4,63     | 3e       | Battue   |         |         |         |        |

## Décorations
- Chevalier de la Légion d'honneur (2025)[25].